# Sprawiedliwi – Wydział Kryminalny
Sprawiedliwi – Wydział Kryminalny – polski serial kryminalno-fabularny emitowany na antenie TV4 od 5 września 2016, produkowany przez ATM Grupę.

## Fabuła
Serial opowiada o grupie policjantów z wydziału dochodzeniowo-śledczego zajmujących się sprawami najcięższych przestępstw, jak zabójstwa, napady czy handel narkotykami. Fabuła koncentruje się na pracy czterech (w pierwszej serii dwóch, w kolejnych trzech) zespołów dochodzeniowych. Akcja serialu toczy się głównie na ulicach Wrocławia, na miejscu zbrodni, a także przy interwencjach oraz na komendzie policji.

## Obsada

### Bohaterowie główni
| Aktor                 | Rola                                                    |
| --------------------- | ------------------------------------------------------- |
| Marek Włodarczyk      | inspektor Edward Kubis, naczelnik wydziału kryminalnego |
| Kamila Ścibiorek      | podkomisarz Paulina Wach                                |
| Michał Mrozek         | Starszy aspirant Jakub Walczak                          |
| Magdalena Margulewicz | Starszy aspirant Dagmara Górska                         |
| Konrad Jałowiec       | komisarz Michał Garda                                   |
| Karolina Głąb         | aspirant Izabela Rosa                                   |
| Andrzej Popiel        | starszy aspirant Daniel Sikorski                        |
| Anna Prus             | podkomisarz Barbara Kalicka-Kłos                        |
| Paweł Izdebski        | podkomisarz Sławomir Kłos                               |
| Tomasz Radawiec       | technik kryminalistyki dr Bolesław Kowalski             |
| Anna Antoniewicz      | technik kryminalistyki Anna Kropielnicka                |
| Przemysław Kapsa      | prokurator Kornel Jagiełło                              |

### Bohaterowie drugoplanowi
| Aktor                  | Rola                                                                 |
| ---------------------- | -------------------------------------------------------------------- |
| Karolina Jóźwiak       | nadinspektor Krystyna Kujawińska                                     |
| Magdalena Kostkiewicz  | mundurowa Magda                                                      |
| Krzysztof Siring       | mundurowy Rysiek                                                     |
| Magdalena Szczerbowska | lek. med. patolog dr Julia Pakulska                                  |
| Tomasz Sobczak         | lek. med. dr Piotr Głowacki                                          |
| Anna Tomaszewska       | Agata Wach                                                           |
| Aleks Kurdzielewicz    | Paweł Kłos                                                           |
| Tomasz Oświeciński     | nadkomisarz Mikołaj Górecki, Wydział Poszukiwań i Identyfikacji Osób |
| Daniel Omietoński      | Podinspektor CBŚP Krystian Matecki                                   |
| Aldona Struzik         | Wanda Kubis                                                          |
| Maciej Łuczkowski      | Bartosz Kiełczyński                                                  |
| Marta Parzychowska     | Gośka Kalicka                                                        |
| Michał Białecki        | Stanisław Talar                                                      |
| Andrzej Niemyt         | Radek Rogowski                                                       |
| Piotr Pilitowski       | Tomasz Kruk                                                          |
| Natalia Flak           | mundurowa                                                            |
| Witold Gawlik          | mundurowy                                                            |
| Marek Konieczny        | mundurowy                                                            |

### Byli bohaterowie główni
| Aktor               | Rola                                     |
| ------------------- | ---------------------------------------- |
| Dariusz Karpiński   | komisarz Adam Stasiak                    |
| Jadwiga Gryn        | podkomisarz Ewa Pilarczyk                |
| Bartosz Picher      | starszy aspirant Bruno Sawicki           |
| Weronika Lewoń      | aspirant Maria Przybylska                |
| Patrycja Potyralska | młodszy aspirant Anna Różańska           |
| Krzysztof Suszek    | młodszy aspirant Jan Kaszuba             |
| Jakub Grzybek       | technik kryminalistyki Jarosław Zalewski |
| Jędrzej Taranek     | komisarz Marek Gawlik                    |
| Piotr Miazga        | komisarz Stanisław Gawlik                |
| Sasza Reznikow      | starszy posterunkowy Janusz Wojtala      |
| Dariusz Siastacz    | starszy aspirant Krzysztof Kopczyk       |
| Michał Kitliński    | podkomisarz Tomasz Jawor                 |
| Pola Dębkowska      | podkomisarz Katarzyna Lipka              |
| Gabriela Oberbek    | komisarz Aleksandra Latoszek             |
| Alżbeta Lenska      | starszy aspirant Zuzanna Wichura         |
| Andrzej Popiel      | starszy aspirant Daniel "Sikor" Sikorski |

### Byli bohaterowie drugoplanowi
| Aktor                       | Rola                                                         |
| --------------------------- | ------------------------------------------------------------ |
| Mateusz Głowacki            | Pazur                                                        |
| Mariusz Szwedzki            | Bury                                                         |
| Maciej Tomaszewski          | Zbigniew Kalicki                                             |
| Dariusz Pawłowski           | dr Gromadzki                                                 |
| Helena Sujecka              | Łucja Leszczyńska                                            |
| Łukasz Twardowski           | Maciej Dębiński                                              |
| Wojciech Gabryś             | Witold Starzewski                                            |
| Anastazja Małocha           | Kornelia Walczak                                             |
| Krzysztof Kola              | ratownik medyczny Rafał Złotnicki                            |
| Paulina Kucharska-Dziubel   | Kaja                                                         |
| Marika Grądkowska           | podkomisarz Kinga Wilk                                       |
| Agata Skórska               | Lilka                                                        |
| Małgorzata Andrzejak-Nowara | Aneta Walczak                                                |
| Aleksandra Prykowska        | Ewa Zalewska                                                 |
| Natalia Naumowicz           | Joanna Skalska                                               |
| Georgi Angiełow             | Rajmund Jarecki                                              |
| Urszula Bogucka             | Izabela Morawska                                             |
| Zoja Ciągotura              | Antonina Wawerska                                            |
| Dorota Czaja                | Monika Zawadzka                                              |
| Wiktoria Czubaszek          | prostytutka Natalia                                          |
| Waldemar Czyszak            | Włodzimierz Tokarski                                         |
| Anna Dijuk                  | Zofia Siemiradzka                                            |
| Marek Felisiak              | nadinspektor CBŚP Cezary Kostka                              |
| Andrzej Gałła               | Mirosław Stopka                                              |
| Dariusz Gnatowski           | Lucjan                                                       |
| Jerzy Górski                | Kacper Stasiak                                               |
| Jacek Grondowy              | Wiesław Latoszek                                             |
| Michał Grzybowski           | Mateusz                                                      |
| Elżbieta Jodłowska          | Matylda                                                      |
| Edward Kalisz               | Tadeusz Nadzieja                                             |
| Marcin Kalisz               | Rychu                                                        |
| Marek Kaliszuk              | lek. med. dr Ireneusz Budka                                  |
| Marzena Kipiel-Sztuka       | Genowefa Kopczyk                                             |
| Magdalena Kolska            | Pola Małecka                                                 |
| Katarzyna Konieczna         | Malwina                                                      |
| Michał Kościuk              | Jerzy Poręba                                                 |
| Lauana De Oliveira Moura    | Sandra                                                       |
| Wojciech Majchrzak          | Robert Kasperski                                             |
| Maja Kłossowska             | „Chuda”                                                      |
| Przemysław Kozłowski        | prokurator Kajetan Janik                                     |
| Hubert Kożuchowski          | komisarz Hubert Wawerski                                     |
| Tomasz Krajewski            | Tomasz Westfal                                               |
| Joanna Kupińska             | lek. med. patolog Marta Dobecka                              |
| Paweł Kwiecień              | Wiktor Drzazgowski                                           |
| Tomasz Lulek                | Paweł Przybylski                                             |
| Amelia Majcher              | Natalia Pakulska                                             |
| Krzysztof Majchrzak         | gangster Zygmunt Kazimierczak                                |
| Magdalena Majtyka           | Dagmara Pakulska                                             |
| Mieczysław Morański         | Piotr Rębacz                                                 |
| Mateusz Młodzianowski       | Jurek                                                        |
| Ewelina Paszke-Lowitzsch    | Maria Wojciechowska                                          |
| Paweł Peterman              | Paweł Pilarczyk                                              |
| Kevin Price                 | Andrew Wommack                                               |
| Natalia Pucek               | Magda Kubis                                                  |
| Jarosław Rosiński           | sierżant sztabowy Krzysztof Wujec                            |
| Michał Rybak                | Robert Wilk                                                  |
| Malwina Sarzyńska           | Selena                                                       |
| Jakub Sikora                | Patryk Pakulski                                              |
| Łukasz Sosulski             | Krzysiek                                                     |
| Paweł Strumiński            | Jacek                                                        |
| Dominik Szarwacki           | Edmund Pałęcki                                               |
| Marcin Trzęsowski           | Waldemar Szulc                                               |
| Mariusz Węgłowski           | starszy aspirant Mikołaj Białach                             |
| Mirosław Węgrzyn            | Jarek Pakulski                                               |
| Dorota Wierzbicka-Matarelli | Barbara Przybylska                                           |
| Dariusz Wiktorowicz         | Hieronim Morawski                                            |
| Honorata Witańska           | aspirant sztabowy Karolina Rachwał                           |
| Leszek Wojtaszek            | „Święty”                                                     |
| Aleksandra Zienkiewicz      | Maryla Drzazgowska                                           |
| Samanta Zwolennik           | Celina                                                       |
| Piotr Zyman                 | technik kryminalistyki Radosław Kowal                        |
| Wojciech Żurawski           | ksiądz Adam                                                  |
| Beata Śliwińska             | pułkownik Ewa Ciszewska, Agencja Bezpieczeństwa Wewnętrznego |
| Michał Kula                 | Krzysztof Czerwiec                                           |
| Krzysztof Wrona             | Piotr Wach                                                   |
| Sebastian Wątroba           | podinspektor Arkadiusz Zimny                                 |

Pozostałe role epizodyczne grają aktorzy amatorzy lub statyści wyłaniani w castingach.

## Naczelnicy
| Naczelnik                              | Odcinki                     | Uwagi                                                                                        |
| -------------------------------------- | --------------------------- | -------------------------------------------------------------------------------------------- |
| inspektor Edward Kubis                 | odc. 1–599, 603–754, od 862 | Ukrywał się od odcinka 599, do momentu ujęcia sprawcy nieudanego zamachu na niego            |
| p. o. komisarz Aleksandra Latoszek     | odc. 600–602                | Pełniła obowiązki po nieudanym zamachu na inspektora Edwarda Kubisa.                         |
| p. o. nadinspektor Krystyna Kujawińska | odc. 755–861                | Pełniła obowiązki, podczas gdy inspektor Kubis jest nieobecny. Siostra Krystyny Kujawińskiej |

## Emisja w telewizji
Uwaga: Tabela zawiera daty odnoszące się wyłącznie do pierwszej emisji telewizyjnej; nie uwzględniono w niej ewentualnych prapremier w serwisach internetowych (np. Polsat Box Go).
| Seria | Odcinki      | Pierwsza emisja telewizyjna (TV4) | Pierwsza emisja telewizyjna (TV4) | Pierwsza emisja telewizyjna (TV4) | Pierwsza emisja telewizyjna (TV4) | Pierwsza emisja telewizyjna (TV4) |
| Seria | Odcinki      | Sezon                             | Początek emisji                   | Koniec emisji                     | Pora emisji                       | Średnia oglądalność               |
| ----- | ------------ | --------------------------------- | --------------------------------- | --------------------------------- | --------------------------------- | --------------------------------- |
| 1.    | 1–52 (52)    | jesień 2016                       | 5 września 2016                   | 1 grudnia 2016                    | poniedziałek–czwartek 20:00       | 1,03 mln                          |
| 2.    | 53–104 (52)  | wiosna 2017                       | 8 marca 2017                      | 6 czerwca 2017                    | poniedziałek–czwartek 20:00       | 1,57 mln                          |
| 3.    | 105–155 (51) | jesień 2017                       | 5 września 2017                   | 30 listopada 2017                 | poniedziałek–czwartek 20:00       | 1,86 mln                          |
| Film  | 156          | —                                 | 3 grudnia 2017                    | 3 grudnia 2017                    | niedziela 20:00                   | bd.                               |
| 4.    | 157–208 (52) | wiosna 2018                       | 5 marca 2018                      | 31 maja 2018                      | poniedziałek–czwartek 20:00       | bd.                               |
| 5.    | 209–260 (52) | jesień 2018                       | 3 września 2018                   | 29 listopada 2018                 | poniedziałek–czwartek 20:00       | 1,87 mln                          |
| 6.    | 261–312 (52) | wiosna 2019                       | 4 marca 2019                      | 30 maja 2019                      | poniedziałek–czwartek 20:00       | 1,78 mln                          |
| 7.    | 313–364 (52) | jesień 2019                       | 2 września 2019                   | 28 listopada 2019                 | poniedziałek–czwartek 20:30       | bd.                               |
| 8.    | 365–416 (52) | wiosna 2020                       | 2 marca 2020                      | 13 kwietnia 2020                  | poniedziałek–czwartek 20:30       | bd.                               |
| 8.    | 365–416 (52) | jesień 2020                       | 31 sierpnia 2020                  | 14 października 2020              | poniedziałek–czwartek 20:30       | 1,38 mln                          |
| 9.    | 417–441 (25) | jesień 2020                       | 15 października 2020              | 26 listopada 2020                 | poniedziałek–czwartek 20:30       | 1,38 mln                          |
| 10.   | 442–493 (52) | wiosna 2021                       | 1 marca 2021                      | 27 maja 2021                      | poniedziałek–czwartek 20:30       | 1,26 mln                          |
| 11.   | 494–545 (52) | jesień 2021                       | 30 sierpnia 2021                  | 25 listopada 2021                 | poniedziałek–czwartek 20:30       | bd.                               |
| 12.   | 546–597 (52) | wiosna 2022                       | 28 lutego 2022                    | 26 maja 2022                      | poniedziałek–czwartek 20:00       | 1,03 mln                          |
| 13.   | 598–649 (52) | jesień 2022                       | 29 sierpnia 2022                  | 24 listopada 2022                 | poniedziałek–czwartek 20:00       | bd.                               |
| 14.   | 650–701 (52) | wiosna 2023                       | 27 lutego 2023                    | 25 maja 2023                      | poniedziałek–czwartek 20:00       | bd.                               |
| 15.   | 702–753 (52) | jesień 2023                       | 4 września 2023                   | 30 listopada 2023                 | poniedziałek–czwartek 20:00       | 892 tys.                          |
| 16.   | 754–818 (65) | wiosna 2024                       | 4 marca 2024                      | 6 czerwca 2024                    | poniedziałek–piątek 20:00         | b.d                               |
| 17.   | 819-883 (65) | jesień 2024                       | 2 września 2024                   | 29 listopada 2024                 | poniedziałek–piątek 20:30         | b.d                               |
| 18.   | 884–935 (52) | wiosna 2025                       | 3 marca 2025                      | 2 czerwca 2025                    | poniedziałek–czwartek 20:30       |                                   |
| 19.   | od 936       | jesień 2025                       | 1 września 2025                   | b.d.                              | poniedziałek–czwartek 20:30       |                                   |